# Iluze

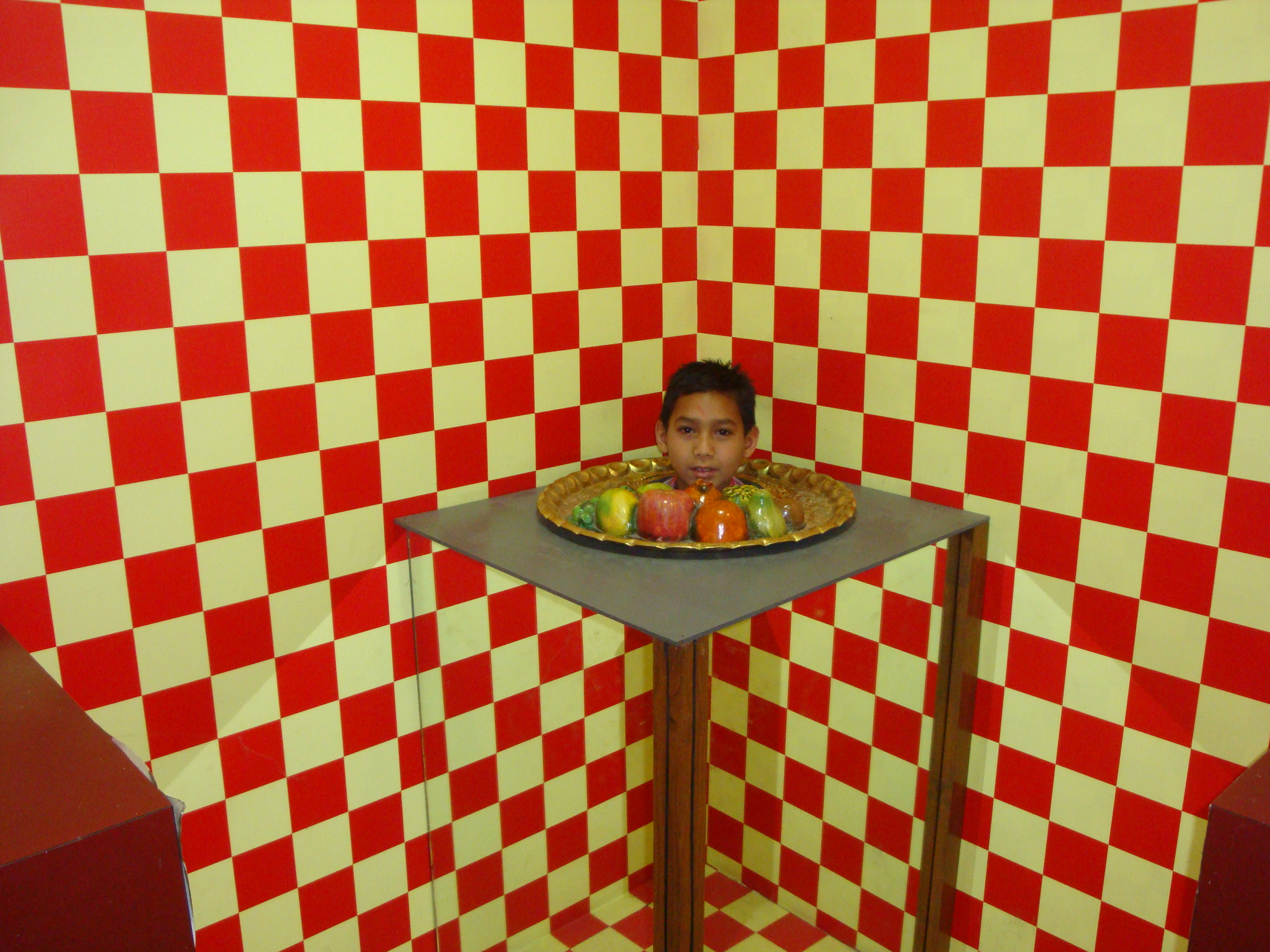
Iluze Hlava na talíři (chlapec vstoupil do expozice zezadu a prostrčil hlavu dírou)

Iluze je mylný smyslový vjem. Iluze vždy vychází ze skutečného podnětu, který je smyslovými receptory chybně interpretován. V přeneseném smyslu může být iluze chápána jako klamné očekávání nebo mylná naděje.

## Rozdělení iluzí
- Objektivní – podléhá jí většina lidí, bez ohledu na rozpoložení; například zapadající slunce se zdá být větší než polední slunce, tyčka ponořená do vody vypadá zlomená apod. Sem patří také iluze, které jsou součástí kouzelnických triků.
- Subjektivní, může být:
  - nepatická (nechorobná) – porucha lidského vnímání charakterizované zkreslenými vjemy vycházející z okolní reality, například při hledání hub si člověk splete suchý list s houbou,
  - patická (chorobná) – klamné vnímání skutečnosti, projevuje se u osob s duševní poruchou, někdy i u jedinců dlouhodobě unavených (stres).

Iluze lze také dělit podle toho, který smyslový receptor je klamán, na zrakové (optické klamy), sluchové atd.
Subjektivní iluze vznikají především z nedostatečné pozornosti – člověk je zabrán do práce a náhle se mu zdá, že slyšel klepání na dveře. Jindy mohou vznikat naopak v důsledku zvýšené pozornosti – člověk očekává návštěvu a náhle se mu zdá, že slyšel klepání na dveře. Člověk v nových šatech nebo v uniformě snadno podlehne dojmu, že se na něj všichni kolemjdoucí dívají. Pokud je člověk vystrašený, všude vidí číhající nebezpečí (čemuž se říká, že „strach má velké oči“). Tyto iluze se někdy označují jako afektivní iluze, protože jsou důsledkem silného emočního rozpoložení.
Existují také negativní iluze, při nichž člověk vůbec nevnímá podnět (nemůže něco najít, ač to má přímo před očima, neslyší zvonění telefonu apod.).

## Příklady iluzí
- Paobraz – pokud člověk delší dobu hledí na barevnou plochu a pak pohlédne jinam, nějakou dobu vidí původní obraz v negativních barvách.
- Pareidolie – fantazijní dotváření ne zcela určitých tvarů (např. mraky na obloze připomínají lidskou tvář).
- Synestezie – asociace vjemů různými smyslovými orgány (př. uslyšíme určitý tón a vybaví se nám nějaká barva).
- Fantom údu – člověk s amputovanou končetinou tuto končetinu stále cítí, pohybuje prsty, cítí na ní svědění apod.
- Akuse hudby – člověk slyší zvuky, které nejsou reálné, například hudbu, řeč nebo jakýkoliv jiný opakující se akustický vjem.

### Patické iluze
- Zraková – objekty, postavy se nám mohou zdát menší či větší, mohou nám něco ukazovat, i když se právě nehýbou, atd.
- Sluchová – slyšíme lidi štěkat, nebo naopak psy mluvit, atd.
- Čichová a chuťová – jídlo chutná a nějak divně, zapáchá, člověk má pocit, že ho chce někdo otrávit.
- Hmatová – prádlo na těle může působit jako vzrušivé doteky partnera, atd.
- Pohybová – chůze je těžká či naopak lehká, pocity vznášení se.
- Útrobní – pocity změněných vnitřních orgánů.